# Clepticus
Clepticus is een geslacht van straalvinnige vissen uit de familie van lipvissen (Labridae).

## Soorten
- Clepticus africanus Heiser, Moura & Robertson, 2000
- Clepticus brasiliensis Heiser, Moura & Robertson, 2000
- Clepticus parrae (Bloch & Schneider, 1801)